# Muta (Slovenia)
Muta (in tedesco Mauth) è un comune di 3 656 abitanti della Slovenia settentrionale. Importante centro commerciale, il paese è separato in due agglomerati sulle rispettive sponde del torrente Bistrica, dove si immette la Drava. A Spodnja Muta, la parte settentrionale, si erge la romanica chiesa di San Giovanni Battista del XII secolo, una delle più antiche della Slovenia, consacrata dal papa Leone XI, appartenente alla famiglia alsaziana dei conti di Egisheim, che transitò più volte lungo questa strada. A Zgornja Muta si trova la chiesa medievale di Santa Margherita, ampliata alla fine del XVII secolo.

## Geografia antropica

### Suddivisioni amministrative
Il comune è diviso in 5 insediamenti (naselja) di seguito elencati.
- Gortina
- Mlake
- Pernice
- Sveti Jernej nad Muto
- Sveti Primož nad Muto